# István Burián
István Burián von Rajecz (węg. rajeczi gróf Burián István, niem. Stephan Burián von Rajecz, w źródłach pol. jako baron Burian lub w skrócie Burian, w źródłach ang. od 1918 także hr. Burian; od 1900 baron tj. Freiherr, od 1918 hrabia tj. Graf (ur. 16 stycznia 1851 w Stampfen, zm. 20 października 1922 w Wiedniu) – austro-węgierski polityk, dyplomata i mąż stanu węgierskiego pochodzenia, znany zwłaszcza jako minister spraw zagranicznych Austro-Węgier podczas I wojny światowej.

## Życiorys

### Przed I wojną światową
Stephan Burián Von Rajecz urodził się 16 stycznia 1851 w Stampfen (obecnie Stupava, o kilkanaście km na północ od Bratysławy) w starej szlacheckiej rodzinie węgierskiej z Górnych Węgier (obecnie Słowacja). W 1891, poślubił Olgę z domu baronównę Fejérváry von Komlós-Keresztes (1861–1931), której ojcem był węgierski premier generał baron Géza Fejérváry von Komlós-Keresztes. Burián po ukończeniu Akademii Konsularnej rozpoczął służbę w korpusie konsularnym: pracował w austro-węgierskich placówkach w Aleksandrii, Bukareszcie, Belgradzie i Sofii. W latach 1882–1886 był konsulem generalnym w Moskwie, a w latach 1887–1895 w Sofii. W latach 1896–1897 był ambasadorem w Stuttgarcie, wówczas stolicy królestwa Wirtembergii, a w latach 1897–1903 w Atenach, przez co zyskał reputację eksperta od spraw Bałkanów. W 1900, został baronem.

#### Minister Finansów
W lipcu 1903 baron Burián został mianowany przez Franciszka Józefa I cesarskim i królewskim ministrem finansów Austro-Węgier, w miejsce hr. Agenora Marii Gołuchowskiego, jednak osobą która wywarła znaczny wpływ na stan tego resortu był długoletni jego szef, bo od 1882, a wówczas niedawno zmarły Benjamin Kállay von Nagy-Kálló. Cesarskie i Królewskie Ministerstwo Finansów było wówczas jedynym odpowiedzialnym za finansowanie wspólnych obszarów działania Podwójnej Monarchii, (np. polityki zagranicznej, armii i marynarki wojennej). W 1908, po aneksji Bośni i Hercegowiny, powierzono mu administrację Kondominium Bośni i Hercegowiny. Próbował zjednać jej mieszkańców dla monarchii organizując podróż Franciszka Józefa w 1910, z dobrym, choć krótkotrwałym, skutkiem. Burián zarządzał anektowanym terenem stosunkowo łagodną ręką i usiłował zapewnić ludności większy głos w imperialnej administracji. Jednakże, jego pojednawcze podejście, nie zdołało uspokoić kraju a było powodem pretensji urzędników względem Buriana. Burian w 1908 jako minister finansów udzielił koncesji węgierskiej grupie finansowej na założenie w Sarajewie Banku rolniczego („Bosn.- herz. Agrarbank”) upoważnionego do wykupu chłopów węgierskich („kmetów") z ich stosunku poddańczego metodą indemnizacji, ale po protestach zawiesił przyznane bankowi prawo skupu „kmetów” aż do decyzji przyszłego Sejmu bośniackiego, który uchwalił wykup „kmetów”" dobrowolny przez władze rządowe. Burián przygotował też pakiet ustaw inwestycyjnych dotyczących Bośni i Hercegowiny, uchwalonych już po jego odejściu ze stanowiska ministra finansów, w styczniu i lutym 1914 r. Burián odszedł z tego stanowiska w lutym 1912, gdyż jak twierdzą niektórzy coraz trudniej szło mu pogodzenie różnych fakcji. Inną wersję podaje Leon Biliński według którego formalnym powodem dymisji była choroba szefa dyplomacji hr. Aehrenthala i zastąpienie go hr. Berchtoldem z Węgier oraz zwyczaj, iż spośród trzech ministrów wspólnych: spraw zagranicznych, skarbu i wojny jeden był Węgrem a dwóch Austriakami.

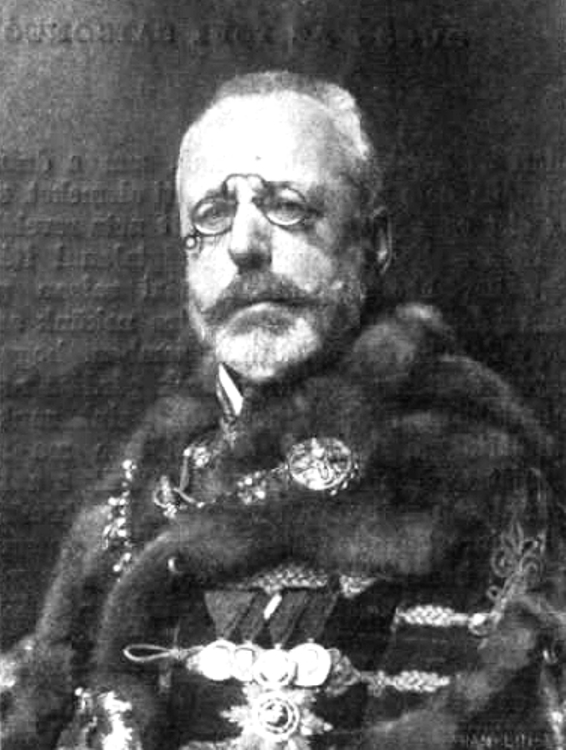
Baron Burian - zdjęcie z 1 stycznia 1913

W czerwcu 1913 Burián został wyznaczony ministrem przy Dworze Królewskim, którego zadaniem była jak najściślejsza koordynacja składników podwójnej monarchii.

### I wojna światowa
Po zamachu na arcyksięcia Franciszka Ferdynanda, jako minister przy Dworze Królewskim, z pozycji węgierskiego emisariusza w Wiedniu, Burián pośredniczył w sporze między ministrem spraw zagranicznych hr. Leopoldem Berchtoldem a niechętnym wojnie węgierskim premierem hr. Tiszą podczas sporu między nimi w lipcu 1914. 30 lipca 1914 brał udział w naradzie w MSZ w Wiedniu co do zarządzenia mobilizacji w odpowiedzi na już zarządzoną mobilizację w Rosji.

#### Szef dyplomacji 1915–1916

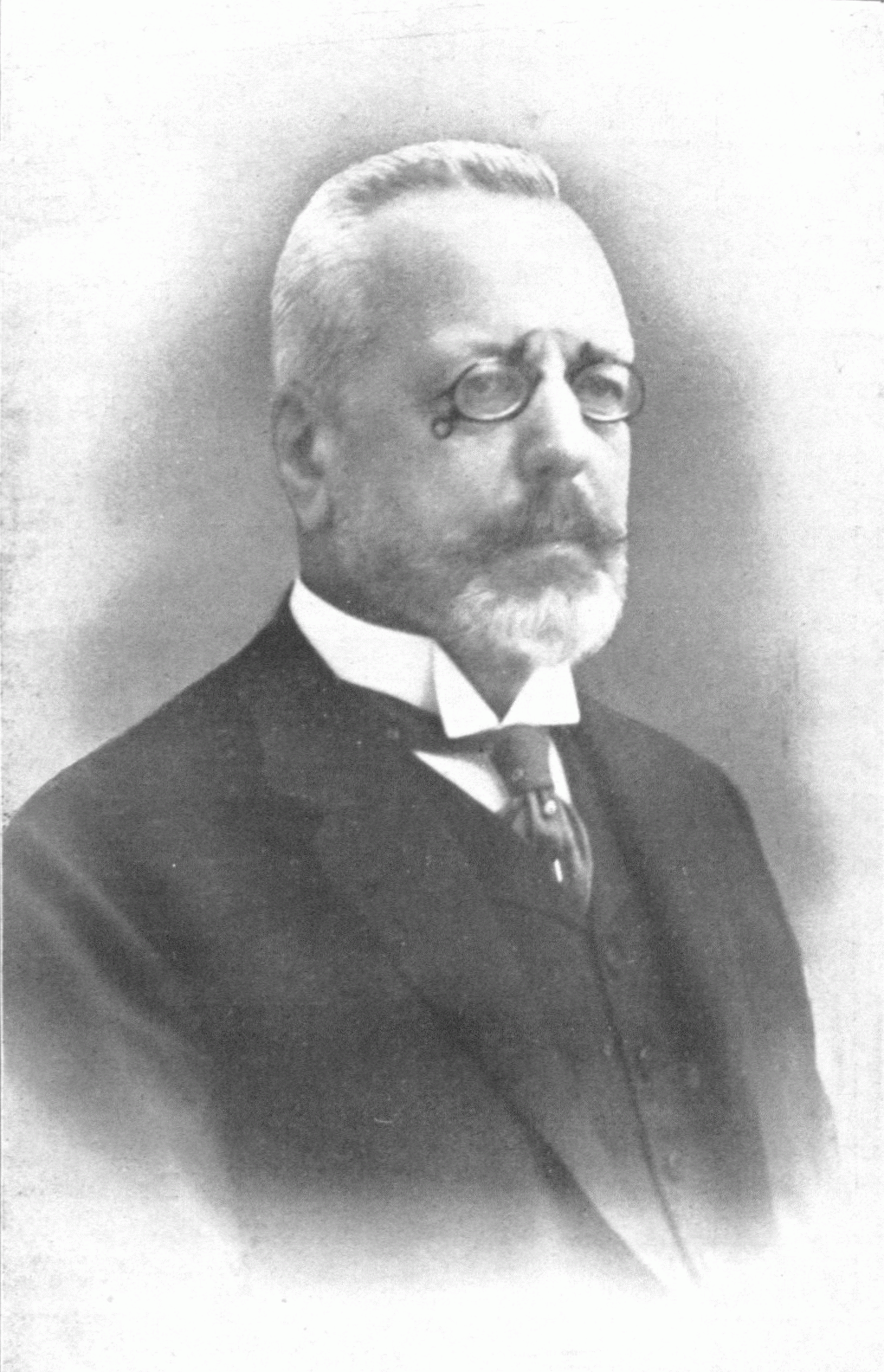
Baron Burián w roku 1915, w którym po raz pierwszy został mianowany ministrem spraw zagranicznych Austro-Węgier.

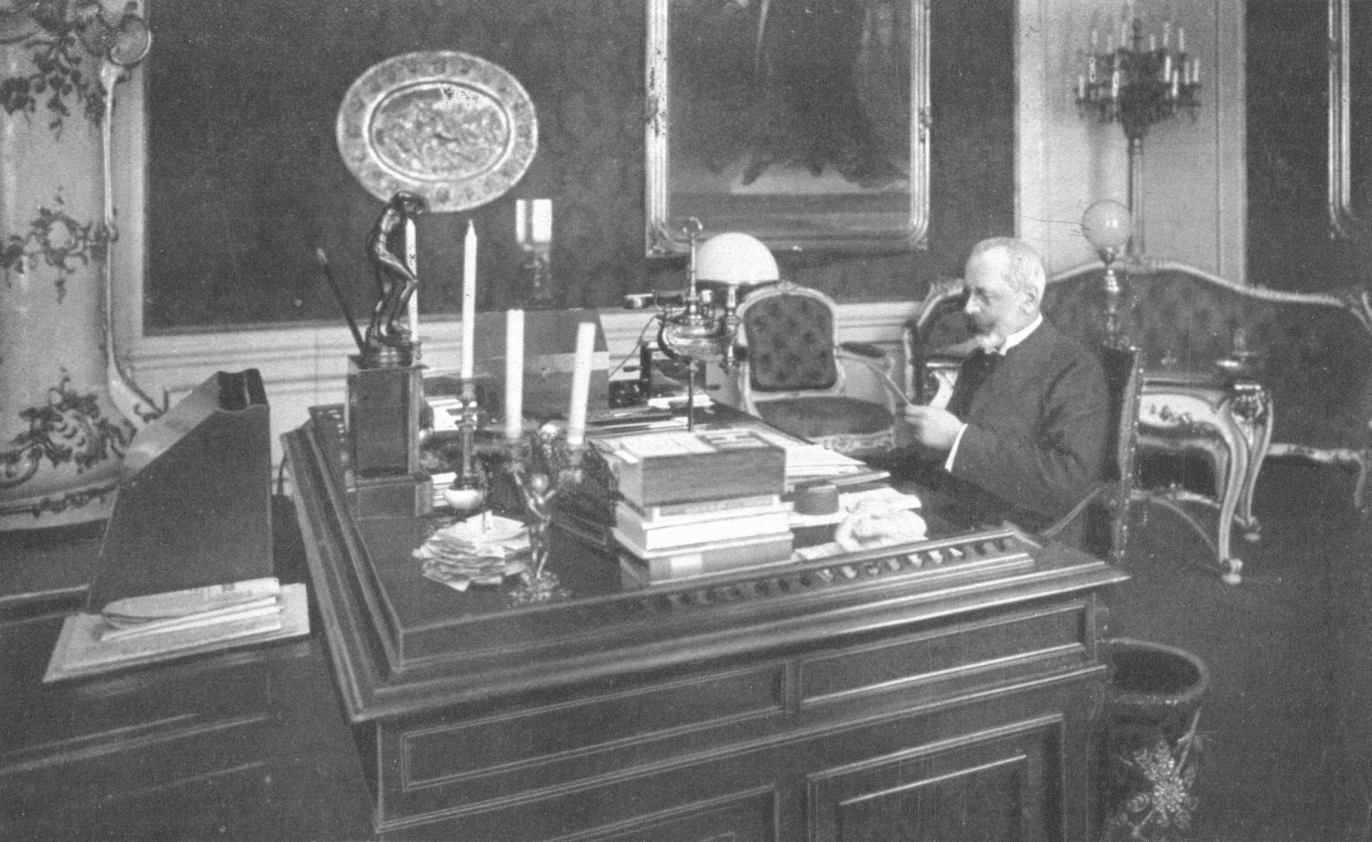
Baron Burián w gabinecie w roku 1915.

W styczniu 1915 austro-węgierski minister spraw zagranicznych hr. Leopold Berchtold zaczął się skłaniać pod wpływem Niemiec do ustępstw terytorialnych na rzecz Włoch w zamian za zapewnienie o ich neutralności; w następstwie czego został zmuszony 13 stycznia 1915 do opuszczenia stanowiska, wskutek interwencji u Franciszka Józefa premiera Węgier Istvana Tiszy, który zaproponował na następcę Berchtold’a barona Buriána, który był jego bliskim przyjacielem i sojusznikiem; a który z pewną niechęcią, został zaakceptowany przez cesarza Franciszka Józefa. Jako minister Burián początkowo oparł się niemieckim naciskom na ustępstwa terytorialne Austro-Węgier na rzecz Włoch, jako cenę za ich neutralność, starał się przewlekać negocjacje dając czas swemu krajowi na przygotowanie się do przejścia Włoch z pozycji sojusznika na pozycję wroga, godząc się m.in. na niewłączanie pewnych terytoriów na Bałkanach oraz starając się osłabić niemieckie naciski, zapewniając na wyrost w Wiedniu, iż jest tego bliski. Tą linią polityczną zachwiały niepowodzenia sił austro-węgierskich, (ofensywa wojsk generała Brusiłowa, oblężenie Twierdzy Przemyśl, która skapitulowała 22 marca 1915) oraz niemieckie naciski celem zachowania sojuszu z Włochami. 8 marca 1915 Rada Koronna wyraziła zgodę na oddanie Włochom Tyrolu Południowego w zamian za zachowanie neutralności i wolną rękę na Bałkanach, jednak Austro-Węgry chciały utrzymać cesję w tajemnicy aż do końca wojny, tak by na cesji Tyrolu Południowego się skończyło, a Włochy chciały upublicznić cesję i traktowały ją jako wstęp do dalszych ustępstw terytorialnych, i to załamało porozumienie Austro-Węgier i Włoch, gdyż jak wcześniej powiedział baron Burian:

Oddanie Trydentu nie zapewniłoby Austro-Węgrom życzliwej neutralności Włoch do końca wojny; przyniosłoby to skutki tylko na krótką metę. Co utracono w boju można odzyskać, co oddaje się dobrowolnie, traci się na zawsze.

W maju 1915 doprowadziło to do przyłączenia się Królestwa Włoch do Ententy. W tym czasie jest zwolennikiem otwarcia negocjacji pokojowych z Rosją, obstając przy ciężkich odszkodowaniach od niej. W październiku 1915, dzięki działaniom ambasadora Adama Tarnowskiego Burián pozyskał dla Państw Centralnych Bułgarię, i utrzymał silne więzi z Turcją. Jako protegowany premiera Węgier hr. Tiszy, zdecydowanie oparł się niemieckim naciskom na ustępstwa terytorialne Węgier na rzecz Rumunii, głównie z Siedmiogrodu, co doprowadziło do przystąpienia Rumunii do Porozumienia w sierpniu 1916. Przynajmniej od października 1916 jest zwolennikiem negocjacji pokojowych. Burián nalegał na równy status Niemiec i Austro-Węgier w sojuszu pod każdym względem: wojskowym, ekonomicznym i aktywności politycznej, wbrew rządowi w Berlinie dążącemu do prymatu w sojuszu; zaznaczył się zwłaszcza jego sprzeciw przeciw forsowanej przez Niemcy nieograniczonej wojnie podwodnej i nacisk na utrzymywanie kontroli Austro-Węgier na froncie bałkańskim. Dla wzmocnienia swej pozycji w negocjacjach z Berlinem, Burian starał się o ustalanie celów wojennych obu składników monarchii na Radzie Koronnej; na posiedzeniu Rady Koronnej 6 października 1915, wraz z innymi, Burian wyrażał wolę przyłączenia dawnego Królestwa Polskiego do monarchii habsburskiej, ale dostrzegał związane z tym trudności i nie zaliczał go do celów wojny, bo definiował je jako zabezpieczenie Austro-Węgier przed atakami, których padły ofiarą. Odrzucano koncepcję trializmu, czyli potrójnej monarchii.
Co do Polski, Burián początkowo, podobnie jak premier Węgier hr. Istvan Tisza, obawiał się wprowadzenia jej do monarchii, gdyż uważał, że może to osłabić pozycję jego ojczyzny – Węgier, ale pod wpływem argumentów Adama Tarnowskiego zmienił zdanie i po sukcesach militarnych Austro-Węgier i Niemiec w 1915 żądał uznania austro-węgierskiego zainteresowania Polską, starając się jednocześnie skierować zainteresowanie Niemiec podczas spotkań z niemieckimi dyplomatami na tereny zamieszkane przez Bałtów i gdzie indziej. Na konferencji na temat Polski w Berlinie 11–13 sierpnia 1915 Burián osiągnął nawet (przejściową) niemiecką zgodę na rozwiązanie austro-polskie, którego nie porzucił ale kwestię polską odłożono w Berlinie, licząc na porozumienie z Mikołajem II, (z podobnego powodu w Warszawie), aż Bethmann-Hollweg i Jagow uznali w połowie października 1916 nierealność takiego porozumienia. Wówczas wrócono do rozmów z Burianem w kwestii polskiej. Burian wtedy napisał:

Powinniśmy byli trzymać miecz w jednym ręku, w drugim gałązkę oliwną. Błysk miecza nie może przesłonić gałązki oliwnej, przeciwnie, powinien ją wyraźniej pokazać. Gałązka oliwna to cel, miecz tylko środek.

Plan Buriána złożony Bethmannowi Hollwegowi 18 października 1916 w niemieckiej kwaterze głównej w Pszczynie polegał na złożeniu za pośrednictwem państw neutralnych i podania do wiadomości publicznej „umiarkowanych propozycjach pokojowych”, które stały się podstawą noty wręczonej 12 grudnia 1916 przedstawicielom Hiszpanii, Holandii, Szwajcarii, i USA, z prośbą o przekazanie jej Francji, Wielkiej Brytanii, Włoch, Japonii, Rosji, Rumunii i Serbii i odczytana przez kanclerza Bethmanna w parlamencie Rzeszy w Berlinie, a odrzucone 30 grudnia 1916 przez Julesa Cambona, które to odrzucenie spowodowało odpowiedź Niemiec i Austro-Węgier. Nim jednak do tego odrzucenia doszło, by przygotować spełnienie planu Buriana w punkcie  „7) uznanie niepodległego Królestwa Polskiego” , Wilhelm II i Franciszek Józef I wydali Akt 5 listopada 1916 proklamujący powstanie Królestwa Polskiego. Wprawdzie po akcie 5 listopada 1916 Burián złożył wraz z kanclerzem Rzeszy Bethmannem-Hollwegiem jednobrzmiące oświadczenie, że:  „przyszłe państwo polskie rozpocznie naturalnie swe pełne istnienie państwowe dopiero po zawarciu pokoju”  ale to oświadczenie nie unieważniało Aktu 5 listopada. Jednakże, topniały zasoby materialne Austro-Węgier, będące oparciem żądań zrównania pozycji Austro-Węgier w sojuszu z Niemcami, a Burian wywołał protesty Niemiec i ich dowódców zawarciem w planie pokoju, punktów zakładających ustanowienie wolnej Belgii i zwrócenie wszystkich zajętych terytoriów francuskich w zamian za uznanie niemieckich i austro-węgierskich praw w Europie Wschodniej, w wyniku których został zmuszony, do ustąpienia w grudniu 1916. Jego następcą został bliższy cesarzowi Karolowi I i bardziej uległy zamiarom Berlina hr. Czernina Buriánowi powierzono ponownie stanowisko cesarskiego i królewskiego ministra finansów. Na radzie 20 marca 1917 jako minister finansów poparł pomysł swego następcy min. Czernina rezygnacji z rozwiązania austro-polskiego dla zachęcenia Niemiec do ustępstw w Alzacji i Lotaryngii oraz w licząc na nabytki terytorialne na Bałkanach i w Rumunii.

#### Szef dyplomacji od kwietnia do października 1918
Po ujawnieniu pertraktacji pokojowych Karola I za pośrednictwem ks. Sykstusa Bourbon-Parma, oburzeniu Berlina i w odpowiedzi na nie cesarskim dementi, a następnie opublikowaniu listów Karola I w kwietniu 1918 przez premiera Georges Clemenceau; gdy pozycja hr. Czernina stała się nie do utrzymania, a mianowanie Adama Tarnowskiego nie doszło do skutku wskutek sprzeciwu ambasadora Niemiec w Wiedniu. 15 kwietnia 1918, Burián został ponownie cesarskim i królewskim ministrem spraw zagranicznych z poleceniem zakończenia wojny. Nie przestał przy tym do 7 września 1918 r. być ministrem finansów. Za swego drugiego ministrowania, szukał kompromisowego porozumienia pokojowego, ale militarne podstawy pozycji Austro-Węgier w negocjacjach szybko słabły, a wzmagały się spory z niemieckim sojusznikiem. Od uzgodnień w Spa w maju 1918 jako minister państwa całkowicie zależnego od Rzeszy, świadomy zniszczenia kraju poparł swego cesarza w jego planie sposobu wycofania Austro-Węgier z wojny na wiosnę i latem 1918. Za powtórnego szefowania austro-węgierskiej dyplomacji podnosił również kwestię polską i dążył do rozwiązania austro-polskiego.
15 czerwca 1918 w Wiedniu ograniczono do połowy racje chleba, w wyniku czego doszło w stolicy Austrii do rozruchów głodowych, a 24 czerwca Austro-Węgry poniosły klęskę na Piawą, a z początkiem lata Ententa zaczęła dążyć do rozpadu Austro-Węgier, 29 czerwca 1918 rząd francuski zapowiedział poparcie czeskich dążeń do niepodległości, a następnie uznał Czechosłowacką Radę Narodową za rząd sojuszniczy. Licząc na większą ugodowość dyplomacji niemieckiej po klęsce nad Marną 18 lipca 1918 starał się skłonić Berlin do starań o pokój i zgody na rozwiązanie austro-polskie. Karol I i Burián usiłowali skłonić Niemcy do negocjacji pokojowych 14 i 15 sierpnia 1918 w Spa ale Niemcy zwlekały; w rezultacie, kierując austro-węgierską dyplomacją robił wówczas dobrą minę do złej gry, zachowujących optymizm wojskowych i niemieckie decydentów, którzy ignorowali ostrzeżenie cesarza Karola. 14 września 1918, Burián w porozumieniu z cesarzem Karolem, a wbrew Berlinowi, wydał otwartą odezwę do wszystkich narodów, by skończyć wojnę przez dyplomatyczne negocjacje, ale propozycję odrzuciły: 16 września Wielka Brytania, 17 września Francja i 19 września USA. Ententa zażądała bezwarunkowej kapitulacji, natomiast stanowiła zaskoczenie dla Niemiec. Na Wspólnej Radzie Ministrów 27 września 1918 hr. Burián proponował: 1) skłonienie Niemiec do ustępstw w Alzacji i Lotaryngii, 2) rokowania w sprawie rozwiązania austro-polskiego, 3) zapowiedzieć Rzeszy niemożliwość dla Austro-Węgier przedłużania wojny poza rok 1918, w następstwie czego 30 października Niemcy zaproponowały negocjacje na podstawie Czternastu Punktów, a 4 października 1918 w kilka godzin po niemieckim kanclerzu Burián poprosił Prezydenta Woodrow Wilsona o negocjacje pokojowe na podstawie jego Czternastu Punktów; 18 października prezydent Wilson odmówił. Także 5 października 1918 przeciwstawił się ostatni raz, z przyczyn węgierskiej polityki wewnętrznej, całej reformie Austro-Węgier, (już w 1915, dał się poznać jako przeciwnik tej reformy), zanim zmienił zadnie 21 października, przed załamaniem się sytuacji wewnętrznej w Austro-Węgrzech i przy coraz bardziej niepokojącej sytuacji wojskowej. Jeszcze 20 października Burián zdawał się zachowywać optymizm ale 24 października 1918, Burián ustąpił ze stanowiska zdając sobie sprawę, że nie potrafi zapobiec rozpadowi Austro-Węgier. Jego następcą i ostatnim cesarskim i królewskim ministrem spraw zagranicznych Austro-Węgier został hr. Gyula Andrássy młodszy. W 1918, na krótko przed upadkiem monarchii, został hrabią.

### Po I wojnie światowej
Hrabia Burián nie odegrał żadnej aktywnej roli w dyplomacji ani w polityce po I wojnie światowej, a pozostałe cztery lata życia spędził pisząc wspomnienia z czasu swego urzędowania, które zostały opublikowane po jego śmierci zarówno po niemiecku, jak i angielsku. Hr. Burián zmarł w Wiedniu 20 października 1922.

### Odznaczenia
Odznaczenia hr. Buriána to między innymi:
- Order Złotego Runa (1918)[68]
- Krzyż Wielki Orderu Świętego Stefana (1910)[69]
- Krzyż Wielki Orderu Leopolda w brylantach
- Komandor Orderu Franciszka Józefa z gwiazdą
- Medal Jubileuszowy Pamiątkowy dla Sił Zbrojnych i Żandarmerii
- Medal Jubileuszowy Pamiątkowy dla Cywilnych Funkcjonariuszów Państwowych
- Krzyż Jubileuszowy dla Cywilnych Funkcjonariuszów Państwowych
- Order Orła Czarnego (Prusy)
- Krzyż Wielki Orderu Karola III (Hiszpania)
- Krzyż Wielki Orderu Fryderyka (Wirtembergia)
- Krzyż Wielki Orderu Zbawiciela (Grecja)
- Krzyż Wielki Orderu Świętego Aleksandra (Bułgaria)
- Krzyż Wielki Orderu Lwa Zeryngeńskiego (Badeni)
- Krzyż Wielki Orderu Zasługi Filipa Wspaniałomyślnego (Hesja)
- Order Osmana II klasy (Imperium Osmańskie)
- Oficer Orderu Gwiazdy Rumunii (Rumunia)
- Order Lwa i Słońca IV klasy (Persja)
- Order Krzyża Takowy IV klasy (Serbia)

## Publikacja
- „Drei Jahre: Aus der Zeit meiner Amtsführung im Kriege”, Ullstein, Berlin, 1923 (tłumaczenie Briana Lunn’a pt. „Austria in dissolution: being the personal recollections of Stephan, Count Burián”, E. Benn, London, 1925).